# 安濃津城の戦い
安濃津城の戦い（あのつじょうのたたかい）は、慶長5年8月24日（1600年10月1日） に安濃津城を巡って行われた戦い。関ヶ原の戦いの前哨戦の一つである。

## 経緯

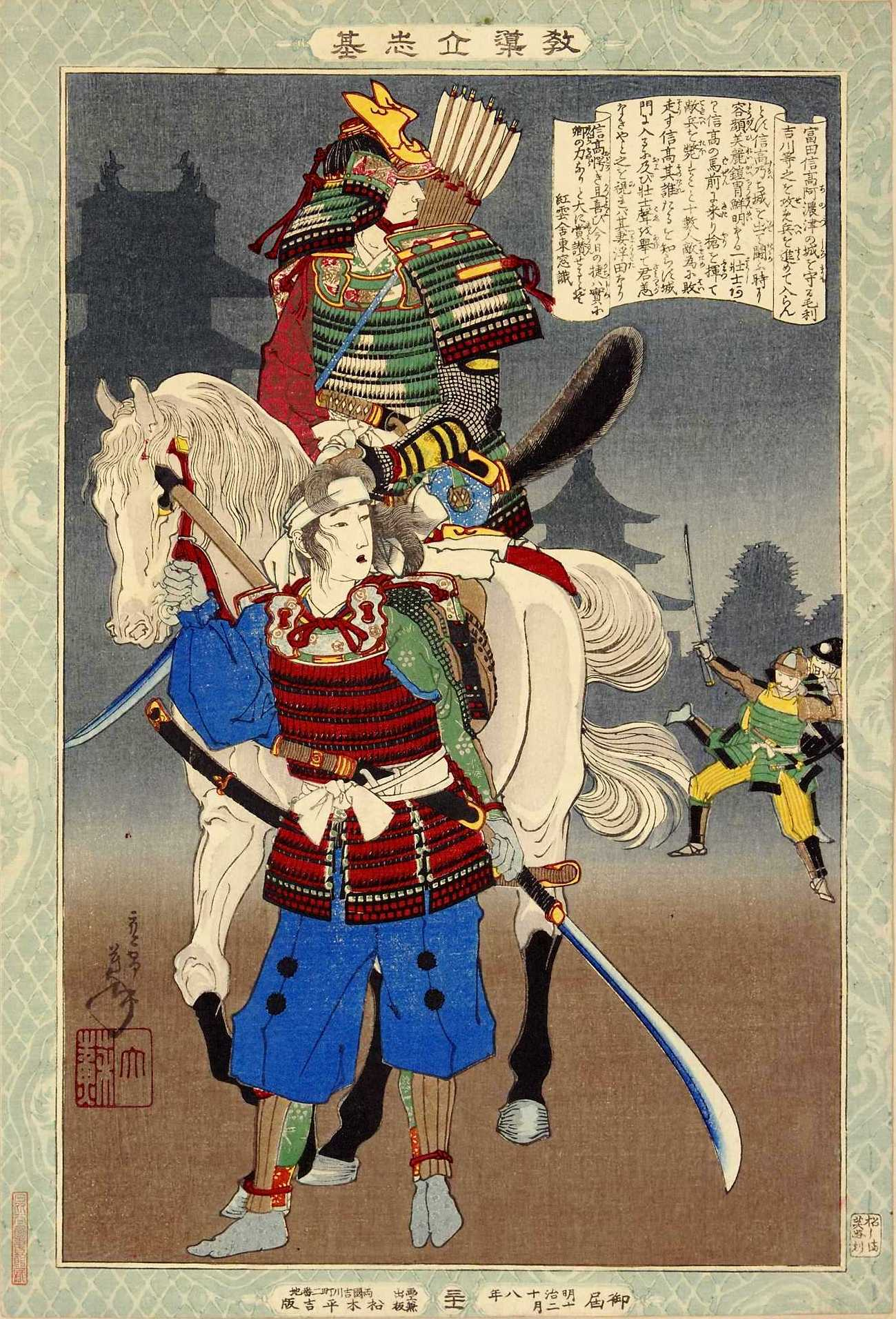
富田信高を救う妻（月岡芳年画）

慶長5年（1600年）、富田信高（安濃津城主）、分部光嘉（伊勢上野城主）、古田重勝（松阪城主）、稲葉道通（岩出城主）ら伊勢の諸将らは徳川家康の会津征伐に従軍していたが、西軍決起後の小山評定で家康に与力することを決意し、下野小山から急遽帰国し、西軍の到来に備えた。
富田と分部は同行して伊勢湾を船で横断しての帰国を目指したが、西軍方の九鬼嘉隆の船団に捕捉されてしまった。
しかし、詳細は不明だが西軍に味方すると言いくるめたらしく、二人は伊勢国に上陸することができ、ひとまず各自自城に帰還することができた。
西軍の大軍が伊賀方面から伊勢に進出してきたため、分部は寡兵で自城を守り切れないと判断し、富田の安濃津城にて共同で西軍を迎えることとし、加えて古田重勝にも援軍を要請した。
富田は、関東に安濃津籠城の件を伝え、急ぎ家康に西上してもらうよう要請しようとしたが、九鬼嘉隆が海上を封鎖していたためにこれは叶わず、伊勢の寡兵な東軍諸将はそれぞれが孤立したまま西軍を迎えることとなった。
富田の兵、分部の兵、更に古田重勝からの援軍500を加えても、安濃津城に籠城する東軍は1,700という劣勢であった。対する毛利秀元、長束正家、安国寺恵瓊、鍋島勝茂、長宗我部盛親らで構成された西軍は総勢3万にのぼった。
8月23日より小競り合いが始まり、8月24日（10月1日）朝より、毛利秀元、長束正家、安国寺恵瓊ら1万余騎が北の愛宕山から、西・南方からの包囲も狭めて本格的な合戦に突入した（『勢陽雑記』）。
分部光嘉は手勢を率いて敵を迎え撃ち、毛利家臣の宍戸元次と一騎打ちを行い、双方重傷を負った。富田信高も自ら槍を振るって西軍にあたった。信高が群がる敵兵に囲まれ危機一髪となったところへ、一人の若武者が救援に駆けつけ、信高はからくも城へ生還した。後世「美にして武なり、事急なるを聞き単騎にして出づ、鎧冑鮮麗、奮然衝昌、衆皆目属す、遂に信高を扶く…」とうたわれたこの武者は、信高の妻であったとする逸話もある。
富田、分部らの籠城方は健闘したものの多勢に無勢であり消耗激しく、後詰・救援の見込みもないことから、8月25日、木食応其が仲介となって西軍との和平交渉が成立し（吉川広家の降伏勧告を容れた、とも伝わる）、安濃津城は開城。信高、光嘉は共に一身田の専修寺へ退き、光嘉と信高は剃髪して高野山にのぼった。

## 戦後
吉川広家は黒田長政を通じて家康に内通し、毛利領の安堵という密約を取り付けていたが、この戦いでは毛利勢が主力として奮戦したため、黒田が一時顔色を失うこととなった。
また、鍋島勝茂はこの戦いの後、東軍に加担した父の直茂の急使により、西軍を離脱した。
関ヶ原の戦い後、冨田信高と分部光嘉は家康からこの籠城戦の功績を認められ、旧領の安堵のほか伊勢国内に冨田は2万石、分部は1万石を加増された。
戦後、冨田は戦災で被災した津の城下町の再建に努めたが、住民も疲弊しており作業は捗らなかった。
慶長13年(1608年)、冨田は伊予宇和島城に転封になり、津城下の復興は伊予今治城から転封してきた藤堂高虎に引き継がれた。
分部光嘉は宍戸との一騎打ちの際に受けた脇腹の傷が悪化し、翌慶長6年（1601年）11月29日に死去した。